# شرعایا
شرعایا (به عربی: شرعایا) یک روستا در سوریه است که در حماه واقع شده‌است. شرعایا ۱۰۰ نفر جمعیت دارد.